# A21 (Frankrijk)
De Autoroute A21 is een autosnelweg gelegen in het noorden van Frankrijk tussen de plaatsen Bully-les-Mines en Douchy-les-Mines. De steden Lens en Douai worden door deze snelweg verbonden. De weg wordt ook wel Rocade Minière genoemd.
Ten zuidoosten van Lens takt een stadsautosnelweg van de A21 af. Deze weg is genummerd als A211 en gaat na enkele kilometers over in de N17 richting Arras.

## Geschiedenis
Tussen eind jaren '90 en 2009 is de weg ten noorden van Douai verlengd over het traject van de N455 tussen Pecquencourt tot aan Douchy-les-Mines.